# Jesenovec
Jesenovec település Horvátországban, Zágráb főváros Szeszvete városnegyedében. Közigazgatásilag a fővároshoz tartozik.

## Fekvése
Zágráb városközpontjától légvonalban 17, közúton 30 km-re északkeletre, a Medvednica-hegység keleti részének déli lejtőin, a Jesenovac-patak völgyében fekszik.

## Története
Az első katonai felmérés térképén „Jeszenovecz” néven található. Lipszky János 1808-ban Budán kiadott repertóriumában „Jeszenovecz” néven szerepel. Nagy Lajos 1829-ben kiadott művében „Jeszenovecz” néven 29 házzal, 261 katolikus vallású lakossal találjuk.
A településnek 1857-ben 230, 1910-ben 441 lakosa volt. Zágráb vármegye Zágrábi járásához tartozott. 1941 és 1945 a Független Horvát Állam része volt, majd a szocialista Jugoszlávia fennhatósága alá került. 1991-től a független Horvátország része. 1991-ben lakosságának 98%-a horvát nemzetiségű volt. A településnek 2011-ben 460 lakosa volt.

## Népessége
| Lakosság változása | Lakosság változása | Lakosság változása | Lakosság változása | Lakosság változása | Lakosság változása | Lakosság változása | Lakosság változása | Lakosság változása | Lakosság változása | Lakosság változása | Lakosság változása | Lakosság változása | Lakosság változása | Lakosság változása | Lakosság változása |
| ------------------ | ------------------ | ------------------ | ------------------ | ------------------ | ------------------ | ------------------ | ------------------ | ------------------ | ------------------ | ------------------ | ------------------ | ------------------ | ------------------ | ------------------ | ------------------ |
| 1857               | 1869               | 1880               | 1890               | 1900               | 1910               | 1921               | 1931               | 1948               | 1953               | 1961               | 1971               | 1981               | 1991               | 2001               | 2011               |
| 230                | 270                | 286                | 344                | 402                | 441                | 424                | 450                | 438                | 437                | 427                | 390                | 428                | 445                | 444                | 460                |